# باشگاه فوتبال کوتا رنجر
باشگاه فوتبال کوتا رنجر که قبلاً پرکوتا نام داشت، یک باشگاه فوتبال اهل برونئی است که در سوپر لیگ برونئی بازی می‌کند. این باشگاه در سال ۱۹۷۸ تأسیس شد و در اواخر دهه هشتاد و اوایل دهه نود موفق بود و دو بار قهرمان مسابقات قهرمانی کشور شد.
کوتا رنجر با پیروزی در دو پلی آف قهرمانی ملی، رقابتی که قهرمانان چهار منطقه را در سال‌های ۱۹۸۷ و ۱۹۹۳ در مقابل یکدیگر قرار داد، به عنوان یکی از موفق‌ترین باشگاه‌های آن دوران شناخته می‌شود.